# Albendiego
Albendiego – gmina w Hiszpanii, w prowincji Guadalajara, w Kastylii-La Mancha, o powierzchni 22,91 km². W 2011 roku gmina liczyła 42 mieszkańców.